# 봉산면 (합천군)
봉산면(鳳山面)은 대한민국 경상남도 합천군의 면이다.

## 개요
봉산면은 합천군 독토면과 삼가현의 계산면, 옥계면, 모태면이 1914년 부군면 통폐합시 병합하여 봉산면이 되었다. 면 이름은 면 중심부에 자리잡은 봉두산의 봉자와 태산이 중첩하여 산 자를 택하여 봉산이라 하였다. 구 합천, 삼가 양 군계는 노곡,양지리와 행정리의 경계에서 월현,산항이고 여기서 덕동마을 후편 봉인재로 하여 대성동과 덕동간의 세천으로 황강에 도달된다. 위치로는 합천군의 서북부이며 동쪽은 합천읍과 용주면이 접해있고, 남쪽은 대병면, 서쪽은 거창군 신원면과 남상면, 남하면에 접해 있으며, 북쪽은 묘산면과 거창군 가조면에 접하고 있다.

## 연혁
- 1914년 4월 1일 봉산면 통합(합천군 봉산면, 삼가군 옥계면⋅모태면⋅계산면)

1914년의 행정구역과 현재의 행정구역 비교
| 조선총독부령 제111호 |                                                               |
| 구 행정구역          | 신 행정구역                                                   |
| 합천군 봉산면        | 봉산면 권빈리, 금봉리, 봉계리, 상현리, 송림리, 압곡리, 행정리 |
| 삼가군 모태면        | 봉산면 고삼리, 노곡리, 양지리                                 |
| 삼가군 옥계면        | 봉산면 노파리, 술곡리                                         |
| 삼가군 계산면        | 봉산면 계산리, 저포리, 죽죽리                                 |
- 1987년 1월 1일 댐 건설로 죽죽리 분할(용주면), 노파리, 저포리 폐지
- 2014년 12월 9일 행정리(杏亭里)를 도곡리(都谷里)로 명칭 변경[3]

## 행정 구역
- 압곡리
- 도곡리[4]
- 봉계리
- 김봉리
- 술곡리
- 노곡리
- 양지리
- 고삼리
- 계산리
- 송림리
- 상현리
- 권빈리